# Bassano del Grappa
Bassano del Grappa (em vêneto Basan) é uma comuna italiana da região do Vêneto, província de Vicenza, com cerca de 40 411 habitantes. Estende-se por uma área de 46 km², tendo uma densidade populacional de 879 hab/km². Faz fronteira com Campolongo sul Brenta, Cartigliano, Cassola, Conco, Marostica, Nove, Pove del Grappa, Romano d'Ezzelino, Rosà, Solagna.

## Demografia
| Variação demográfica do município entre 1861 e 2011                               |
|                                                                                   |
| Fonte: Istituto Nazionale di Statistica (ISTAT) - Elaboração gráfica da Wikipedia |

## Atrações turísticas em Bassano del Grappa
- Ponte Vecchio (A velha Ponte)
- Ponte Nuovo ( A nova ponte)
- Chiesa di San Francesco ( Igreja católica de Santo Francisco)
- Fiume Brenta (Rio Brenta)
- Palazzo Strum ( Praça do rinoceronte)
- Piazza Libertà ( Praça da Liberdade)

## Pessoas notáveis
- Andrea Logiudice, Ator internacional[1][2]

1. ↑  IMDB Internet Movie Database: Andrea Logiudice
2. ↑  MyMovies: Andrea Logiudice